# 7 sconosciuti a El Royale
7 sconosciuti a El Royale (Bad Times at the El Royale) è un film del 2018 scritto e diretto da Drew Goddard.

## Trama
Nel 1969 il prete cattolico Daniel Flynn, la cantante Darlene Sweet, il venditore Laramie Seymour Sullivan e la hippie Emily Summerspring arrivano all'hotel El Royale, dove incontrano l'unico impiegato, Miles Miller. Dopo aver fatto il check-in nella suite per la luna di miele, Sullivan si rivela essere un agente dell'FBI, Dwight Broadbeck, inviato a rimuovere attrezzature di sorveglianza illegali di origine sconosciuta in una delle stanze. Scopre anche che, oltre ai dispositivi di ascolto della propria agenzia, la stanza ha più dispositivi, apparentemente introdotti da una fonte sconosciuta, di quelli messi a disposizione dall'FBI. Inoltre scopre un passaggio che conduce in un corridoio che si affaccia su specchi a due vie in ognuna delle stanze dell'hotel, oltre a una cinepresa da 16mm.
Broadbeck è testimone di un apparente rapimento in corso nella stanza di Emily. Il direttore dell'FBI J. Edgar Hoover gli ordina di non interferire con il rapimento e di sabotare i veicoli degli ospiti per evitare che qualcuno di loro fugga. Nel frattempo Flynn invita Darlene ad unirsi a lui per cena ma, mentre cerca di drogarla, viene colpito dalla donna con una bottiglia, perdendo i sensi. Miles trova Flynn e gli rivela il passaggio segreto, spiegando in seguito che "la direzione" gli ha ordinato di filmare gli ospiti e inviare loro i filmati. Tuttavia, ha scelto di trattenere una pellicola cinematografica particolarmente incriminante di una figura pubblica, in quanto questi era stato particolarmente gentile con lui.
Contravvenendo agli ordini, l'agente Broadbeck tenta di salvare l'ostaggio di Emily, che si rivela essere la sorella minore, Rose. Emily apre il fuoco su Broadbeck, uccidendolo e ferendo accidentalmente Miles, che stava osservando la scena da dietro lo specchio. Darlene tenta di fuggire nella sua auto dopo aver di nascosto assistito all'omicidio, ma arriva Flynn, che le rivela di essere un criminale di nome Donald O'Kelly: imprigionato dopo una rapina fallita dieci anni prima e recentemente posto in libertà vigilata, è tornato a El Royale in abiti sacerdotali. per recuperare i soldi che suo fratello Felix aveva nascosto lì prima di venire ucciso a tradimento dopo la rapina. O'Kelly non riesce però a ricordare in quale camera sia nascosto il denaro, e aveva tentato di drogare Darlene solo per ispezionarne la camera. O'Kelly offre a Darlene la metà dei soldi in cambio del suo aiuto, e i due decidono dunque di collaborare.
Nella hall Emily e Rose, dopo aver scoperto il corridoio, interrogano Miles sull'operazione di sorveglianza. Si viene a sapere che Emily ha sottratto sua sorella dall'influenza di una setta guidata da Billy Lee, una figura sadica ma carismatica, responsabile di una serie di omicidi a Malibù. Rose tuttavia chiama Billy, indicandogli la loro posizione. Mentre O'Kelly e Darlene tentano di partire con i soldi recuperati, Lee e i suoi cultisti arrivano e li prendono in ostaggio insieme a Emily e Miles. Mentre terrorizza il gruppo (in particolare Miles appare molto turbato, tanto da chiedere ripetutamente perdono per i suoi crimini a quello che lui crede ancora padre Flynn), Lee scopre che la pellicola vale molto di più dei soldi. Successivamente organizza una roulette per decidere chi uccidere tra Emily e Miles, dando a Emily la scelta del colore. La ragazza perde e viene uccisa sotto gli occhi della sorella.
Prima che Lee concluda un altro giro di roulette con O'Kelly e Darlene, O'Kelly usa una breve interruzione di corrente a suo vantaggio, riuscendo ad attaccare Lee mentre la sala dell'hotel prende fuoco. Darlene, a terra e ancora ammanettata, chiede a Miles di raccogliere una pistola incustodita, ma questi le dice che non può più uccidere persone. Viene così rivelato il passato di Miles, un ex cecchino militare degli Stati Uniti che, in Vietnam, ha ucciso 123 persone, non riuscendo mai a ristabilirsi dal trauma psicologico subito. Darlene sembra ormai pronta a morire. Nel frattempo O'Kelly e Lee lottano e il primo sembra avere la meglio sul secondo ma, ad un certo punto, Rose attacca O'Kelly permettendo a Lee di batterlo e un momento prima che lo uccida, Miles, raccolta la pistola, uccide facilmente Lee e gli altri suoi scagnozzi. Rose, sconvolta, pugnala Miles per poi essere abbattuta da O'Kelly. Prima di morire Miles chiede ancora a "padre Flynn" di essere assolto dai suoi peccati, cosa che, dopo un attimo di esitazione, O'Kelly fa, spinto da Darlene.
O'Kelly e Darlene recuperano i soldi mentre la pellicola che Miles aveva trattenuta viene gettata tra le fiamme dalla cantante. I due riescono finalmente a fuggire dall'albergo. Il giorno dopo, Darlene è pronta ad esibirsi in uno spettacolo a Reno per una piccola folla. Prima di cantare riconosce tra il pubblico O'Kelly, che la saluta e la guarda con orgoglio.

## Produzione
L'8 marzo 2017 la 20th Century Fox acquista la spec script Bad Times at the El Royale, scritta da Drew Goddard, che sarà anche regista e produttore del film.

### Riprese
Le riprese del film, il cui budget è stato di 32 milioni di dollari, sono iniziate il 29 gennaio 2018 a Vancouver, e sono proseguite a Burnaby nel febbraio seguente.

## Promozione

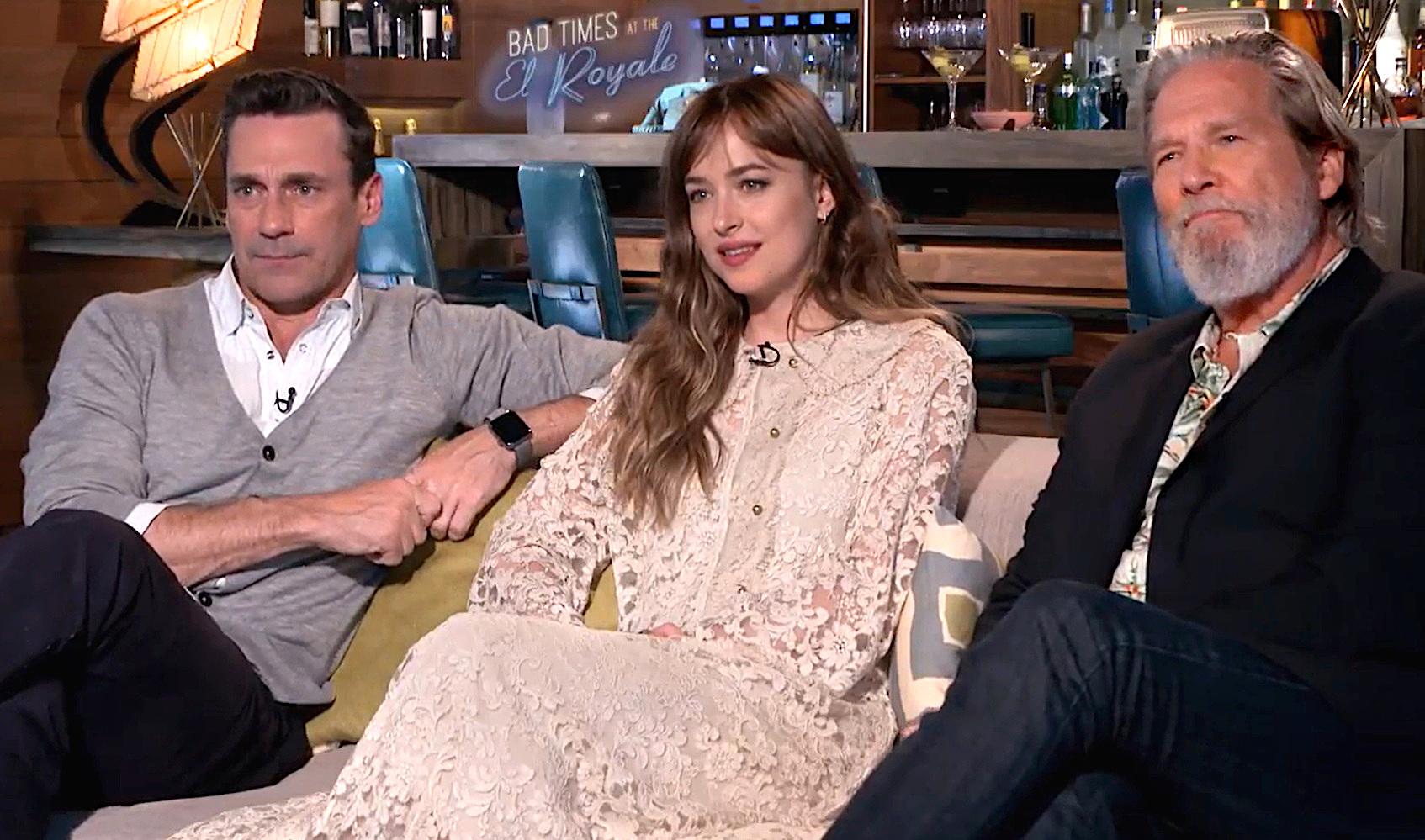
Da sinistra a destra - Jon Hamm, Dakota Johnson, Jeff Bridges

Il primo trailer del film viene diffuso il 7 giugno 2018.

## Distribuzione
La pellicola, inizialmente fissata per il 5 ottobre 2018, è stata distribuita nelle sale cinematografiche statunitensi a partire dal 12 ottobre dello stesso anno ed in quelle italiane dal 25 ottobre.

### Divieti
Negli Stati Uniti il film è stato vietato ai minori di 17 anni per la presenza di "forte violenza, linguaggio non adatto, droga e nudità", mentre in Italia è stato vietato ai minori di 14 anni.

### Accoglienza
Il film è stato accolto in maniera generalmente positiva sia da critica sia dal pubblico. Sull'aggregatore Rotten Tomatoes detiene il 75% di recensioni positive su 260 recensioni. Su Metacritic l'accoglienza è stata più mite, con un 60 su 100.

## Riconoscimenti
- 2018 - San Diego Film Critics Society Awards[10]
  - Miglior colonna sonora a Michael Giacchino
- 2018 - Washington D.C. Area Film Critics Association
  - Candidatura per la migliore attrice non protagonista a Cynthia Erivo
- 2019 - Black Reel Awards
  - Candidatura per la miglior attrice emergente a Cynthia Erivo
- 2019 - London Critics Circle Film Awards
  - Candidatura per la migliore attrice non protagonista a Cynthia Erivo
- 2019 - Online Film & Television Association
  - Candidatura per la miglior canzone adattata per This Old Heart of Mine (Is Weak for You)
- 2019 - Saturn Award[11][12]
  - Miglior film thriller
  - Candidatura per il miglior attore a Jeff Bridges
  - Candidatura per il miglior attore non protagonista a Lewis Pullman
  - Candidatura per la miglior attrice non protagonista a Cynthia Erivo
  - Candidatura per la migliore sceneggiatura a Drew Goddard